# Dinochloa trichogona
Dinochloa trichogona là một loài thực vật có hoa trong họ Hòa thảo. Loài này được S.Dransf. mô tả khoa học đầu tiên năm 1981.